# Лундберг, Якоб Флорентин
Якоб Флорентин Лундберг (17 октября 1782, Рига — 2 июня 1858, Биржи, Салская волость) — российский пастор, проповедник и переводчик; руководитель Латышского литературного общества (1838—1845).

## Биография
Родился 17 октября 1782 года в городе Риге. Учился сперва в Рижском Императорском лицее, а с 1802 по 1805 год изучал богословие в Императорском Дерптском университете. 
В 1806 году Лундберг был назначен сперва викарным пастором, а в 1811 году настоятелем приходов Бушгоф и Гольмгоф в Курляндии; начиная же с 1837 года состоял благочинным всего Зельбургского округа. 
У местного немецкого и латышского населения Лундберг заслужил известность был как искусный проповедник; проповеди его часто печатались в местных изданиях, и среди них особенного внимания заслуживают сборник поучений, относящихся к событиям войны 1812 года, и слово на день рождения императора Александра I (12 декабря 1815 года), произнесённое Лундбергом в церкви города Якобштадта. Кроме проповедей, Лундберг писал воскресные фельетоны в местных немецких и латышских газетах и сделал попытку написать исторический очерк своего прихода («Reihenfolge der Selburgschen Pröpste seit Einführung der Reformation in Curland» и «Nachrichten über die Prediger der Buschhofschen und Holmhofschen Gemeinde…»), материалы для которого печатались им в 1836 году в журнале «Inland» (№ 22 и 25).
Лундберг также занимался и переводами с немецкого на латышский язык, преимущественно книг для юношества; в частности он перевел Шиллеровскую «Песнь о колоколе» (Митава, 1828). Небольшая статья его о введении в латышский язык иностранных слов («Magazin der Lettisch-literairischen Gesellschaft», т. II, стр. 101—121), очевидно, имела в виду облегчить задачу переводов на будущее время..
В 1838 году он стал руководителем Латышского литературного общества и занимал эту должность до 1845 года.
В 1856 году Латышское литературное общество избрало его своим почётным членом и в том же году ему был пожалован Золотой наперсный крест, но этот год нельзя назвать для него удачным: в марте, незадолго до своего пятидесятилетнего юбилея, Лундберг, во время пожара в пасторате, лишился почти всего своего имущества, а в декабре того же года овдовел. Эти несчастья сильно расстроили его здоровье, он занемог и 2 июня 1858 года скончался в Бушгофе.